# George Hesekiel

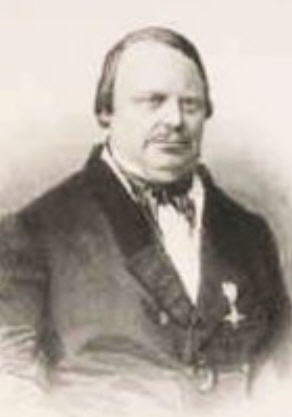
George Hesekiel

Johann George Ludwig Hesekiel (* 12. August 1819 in Halle (Saale); † 26. Februar 1874 in Berlin) war ein deutscher Journalist und Schriftsteller. Er verwendete anfangs auch das Pseudonym Crescenzio Schwertinger.

## Leben
George Hesekiel wurde als Sohn des General-Superintendenten Friedrich Hesekiel und dessen Ehefrau Emma geb. Schwarz geboren. Seine Kindheit und Jugend verbrachte er zum großen Teil im Haus seines Großvaters. Dieser gehörte zum engeren Freundeskreis von Johann Wilhelm Ludwig Gleim, und so kam Hesekiel schon früh mit Literatur in Berührung.
Seine Schulzeit absolvierte Hesekiel an der Klosterschule Roßleben. 1839 immatrikulierte er sich an der Universität Jena für Geschichte und Philosophie und wechselte später nach Halle. Dort wurde er u. a. Schüler des Historikers Heinrich Leo und des Schriftstellers Friedrich de la Motte Fouqué. 1841 ging Hesekiel nach Berlin, wo er seinen Studienschwerpunkt zur Literatur und Publizistik hin verlagerte.
Nachdem er 1842 sein Studium abgeschlossen hatte, unternahm er eine längere Reise durch Frankreich, deren Eindrücke in seine späteren historischen Romane einflossen. 1843 kehrte er nach Deutschland zurück, wo er als Journalist arbeitete. 1845 bekam er in Altenburg eine Anstellung bei Heinrich August Pierer und arbeitete in der Redaktion des Piererschen Universallexikons. Nebenbei fungierte er auch als Mitherausgeber der literarischen Zeitschrift Rosen. Eine Zeitschrift für die gebildete Welt, die 1848 eingestellt wurde.
In Altenburg heiratete Hesekiel Elisabeth Förster, eine Tochter des aus Gotha stammenden, in Altenburg lebenden Schriftstellers Leberecht Förster (1788–1846). Mit ihr hatte er zwei Töchter, darunter die spätere Schriftstellerin Ludovica Hesekiel.
Im April 1848 gründete Hesekiel in Zeitz das konservative Volksblatt Der patriotische Hausfreund, und ab November desselben Jahres ließ er sich in Berlin nieder. Dort wurde er in den Redaktionsstab der Neuen Preußischen Zeitung aufgenommen und betreute den „französischen Artikel“. Da er von Berlin aus schrieb, erfand er, wie Theodor Fontane berichtet, zur höheren Glaubwürdigkeit seiner Korrespondenz einen legitimistischen Marquis, der Zugang zu den höchsten gesellschaftlichen Kreisen hätte, um ihm seine Berichte zuzuschreiben. 1855 wurde er einer der Mitbegründer der sozial-politischen Wochenschrift Berliner Revue. In Berlin schloss er sich auch der literarischen Vereinigung Tunnel über der Spree an.
George Hesekiel starb 1874 im Alter von 54 Jahren in Berlin und wurde auf dem Alten St.-Matthäus-Kirchhof in Schöneberg beigesetzt. Das Grab ist nicht erhalten geblieben.

## Künstlerisches Schaffen
Hesekiels literarisches Schaffen – über 100 Bände Romane, Novellen, Gedichte – interessiert heute nur noch durch seine Darstellung der Zeitströme. Das Frühwerk zeigt sich von seinem Lehrer und Mentor Friedrich de la Motte Fouqué beeinflusst. Schon bald kam er allerdings mit dem Jungen Deutschland in Berührung. Inspiriert von Georg Herwegh, entstanden seine Preussenlieder. In seinem späteren Werk wandte sich Hesekiel dem historischen Roman zu und fand seine Vorbilder in Theodor Fontane, Eugène Sue und Walter Scott. Hesekiels Buch vom Grafen Bismarck ist die erste Biografie des späteren Reichskanzlers.

## Werke (Auswahl)

### Frühe Romane und Erzählwerke
- Der Henker und sein Kind oder Altenburg vor zweihundert Jahren, Leipzig 1844
- Nächtliche Wanderungen durch Altenburg von Spiritus Asper dem Jüngsten, Altenburg 1844
- [Anon.:] Die Bastardbrüder, oder Geheimnisse von Altenburg. Aus dem Nachlaß eines Criminalbeamten. 2 Bde. Altenburg, 1845.

### Märkische Romane
- Das liebe Dorel, die Perle von Brandenburg, Berlin 1851
- Vor Jena, 2 Bände, Berlin 1859
- Von Jena nach Königsberg, 3 Bände, Berlin 1860
- Bis nach Hohen-Zieritz, 3 Bände, Berlin 1861
- Stille vor dem Sturm, 3 Bände, Berlin 1862
- Unter dem Eisenzahn, 3 Bände, Berlin 1864 (Brandenburg im 15. Jahrhundert)
- Lux et umbra, 3 Bände, Berlin 1861
- Vier Junker, 3 Bände, Berlin 1865

### Romane zur französischen Geschichte
- Graf d’Anethan d’Entragues, Berlin 1856
- Von Turgot bis Babeuf: ein socialer Roman, 3 Bände, Berlin 1856
- Hofgeschichten, Berlin 1859
- Lilienbanner und Trikolore, Berlin 1859
- Die Dame von Payerne, 2 Bände, Berlin 1864

### Lyrik
- Preußenlieder, Magdeburg 1846
- Der große Churfürst. Kleine Lieder, Berlin 1851
- Zwischen Sumpf und Sand, vaterländische Dichtungen, Berlin 1863
- Aus dem Dänenkriege. Neue Preußenlieder, Berlin 1864
- Neue Gedichte, Berlin u. a. 1866
- Preußische Hoch-Sommer-Zeit. Neue Kriegslieder, Berlin 1866
- Gegen die Franzosen, preußische Kriegs- und Königslieder, 2 Bände, Berlin 1871

### Weitere Romane und Erzählwerke
- Schellen-Moritz. Deutsches Leben im 18. Jahrhundert. Historischer Roman. 3 Bde. Berlin, 1869.

### Sonstiges
- Aus dem Leben des Schlosses zu Altenburg, Altenburg 1843
- Berlin und Rom oder Frömmler und Pfaffen. Aus d. Gegenwart von George Hesekiel, Altenburg 1846
- Otto Theodor Freiherr von Manteuffel. Ein preußisches Lebensbild, Berlin 1851
- Alexander II. Nicolajewitsch, Kaiser von Russland. Eine biographische Notiz, Berlin 1855
- Nikolaus Pawlowitsch, Kaiser von Russland – Eine biographische Notiz, Berlin 1855
- Gemischte Gesellschaft. Biographische Skizzen, Berlin 1867
- Buch vom Grafen Bismarck. Bielefeld u. a. 1869 (enthält Familienbriefe)
- Deutsche Kriegs- und Sieges-Chronik 1870–1871, Berlin 1871